# Danijel Šarić
Ne doit pas être confondu avec le footballeur croate Daniel Šarić.
Danijel Šarić, 27 juin 1977 à Doboj (Bosnie-Herzégovine, alors en Yougoslavie), est un handballeur bosnien évoluant pour l'équipe du Qatar. Il joue au poste de gardien de but au Al-Qiyadah. Le 28 octobre 2014, il signe en accord avec la Fédération qatarienne de handball pour être naturalisé Qatarien en vue du Mondial 2015 qui se dispute au Qatar. Il joue un rôle décisif dans le parcours du Qatar qui est la première équipe non européenne à atteindre la finale d'un Championnat du monde.

## Palmarès

### En sélection
- médaillé d'argent au Championnat du monde 2015 au  Qatar
- médaillé d'or au Championnat d'Asie 2016 au  Bahreïn
- 8e place aux Jeux olympiques de 2016 au  Brésil
- 8e place au Championnat du monde 2017 en  France
- médaillé d'or au Championnat d'Asie 2018 en  Corée du Sud
- 13e place au Championnat du monde 2019 au  Danemark et en  Allemagne
- 8e place au Championnat du monde 2021 en  Égypte

### En club
Compétitions internationales
- Vainqueur de la Ligue des champions (2) : 2011 et 2015 (avec FC Barcelone)

Compétitions nationales
- Vainqueur du Championnat de RF Yougoslavie (3) : 1996, 1997 et 1998 (avec Étoile rouge de Belgrade)
- Vainqueur de la Coupe de RF Yougoslavie (3) : 1995, 1996 (avec Étoile rouge de Belgrade) et 2000 (avec RK Sintelon)
- Vainqueur du Championnat d'Espagne (5) : 2011, 2012, 2013, 2014, 2015 (avec FC Barcelone)
- Vainqueur de la Coupe ASOBAL (5) : 2010, 2012, 2013, 2014 , 2015 (avec FC Barcelone)
- Vainqueur de la Coupe d'Espagne (2) : 2010, 2014 (avec FC Barcelone)
- Vainqueur de la Supercoupe d'Espagne (5) : 2009, 2010, 2013, 2014, 2015 (avec FC Barcelone)

### Distinctions individuelles
- Élu meilleur joueur du Championnat d'Espagne (2) : 2011 et 2014
- Élu meilleur gardien du Championnat d'Espagne (4) : 2011, 2012, 2013, 2014